# Rezerwat przyrody Ruda Chlebacz
Rezerwat przyrody Ruda Chlebacz – leśny rezerwat przyrody znajdujący się na terenie gminy Skierniewice w województwie łódzkim. Leży na skraju Bolimowskiego Parku Krajobrazowego, tuż przy północnej granicy administracyjnej miasta Skierniewice.
- powierzchnia – 12,42 ha[1][2] (akt powołujący podawał 12,58 ha)
- rok utworzenia – 1980
- rodzaj rezerwatu – leśny
- dokument powołujący – M.P. numer 19 pozycja 94
- cel ochrony – zachowanie ze względów naukowych i dydaktycznych fragmentu łęgu olszowego ze stanowiskiem widłaka wrońca[1]

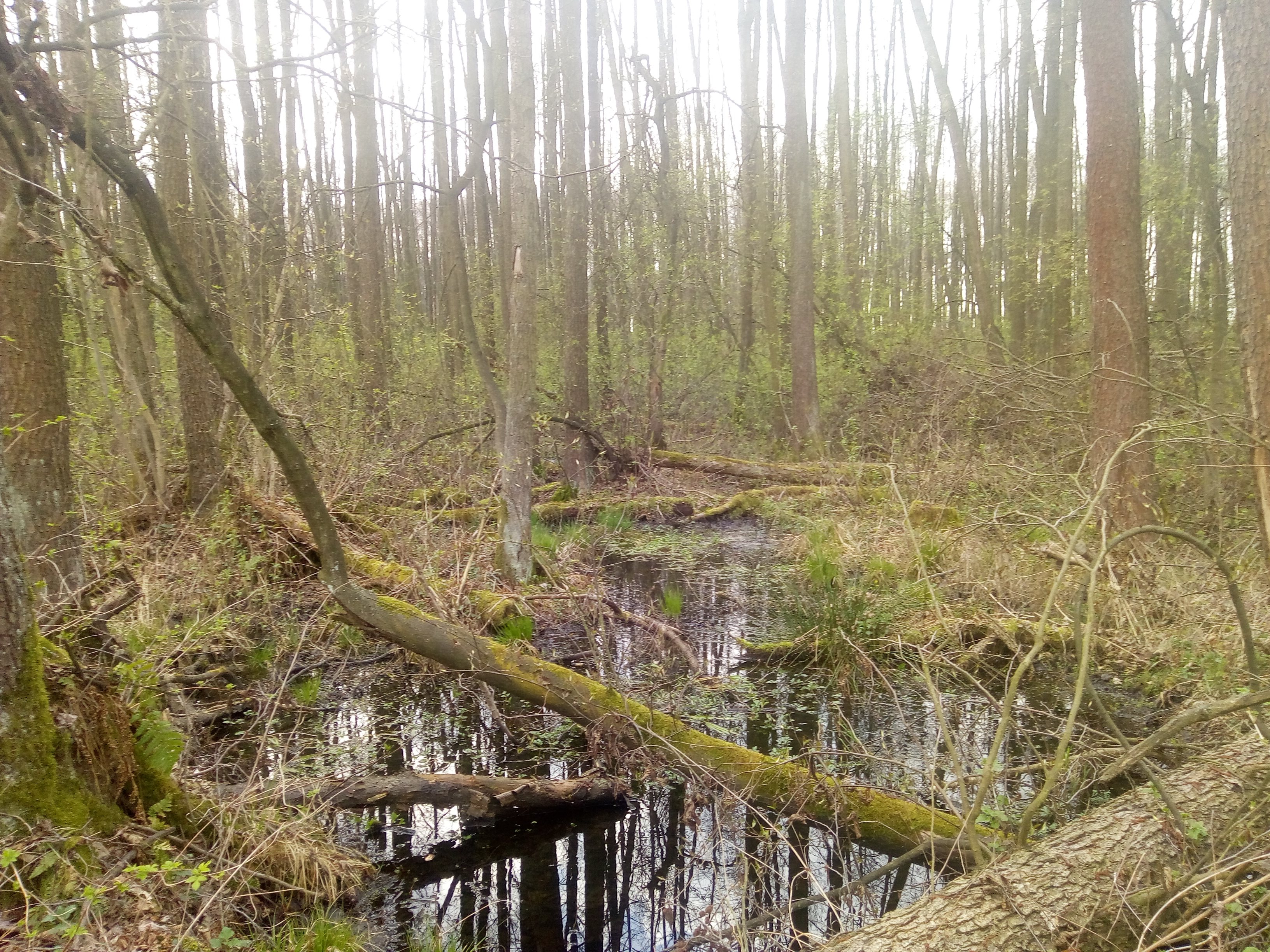
Rezerwat wczesną wiosną, widziany z drogi asfaltowej biegnącej wzdłuż jego wschodniej granicy

Rezerwat obejmuje fragment doliny rzeki Rawki (ze skarpą), która tworzy półkoliste obniżenie pośród położonych powyżej doliny terenów, wypełnione torfem i zasilane wodami sączącymi się spod wysoczyzny.
Dawniej teren rezerwatu był stale podmokły i porośnięty przez ols. W wyniku zmiany stosunków wodnych i obniżania się poziomu wód gruntowych, ols przekształcił się w las łęgowy, który obecnie zajmuje niemal całą powierzchnię rezerwatu. Odnotowano tu około 170 gatunków roślin. Drzewostan rezerwatu buduje ponad 100-letnia olsza czarna z domieszką dębu szypułkowego, osiki, brzozy i sosny. W warstwie krzewów rośnie czeremcha zwyczajna, trzmielina pospolita, dereń świdwa.
Bogate jest runo rezerwatu, z ciekawszych roślin występują w nim: czartawa drobna, nerecznice, ostrożeń błotny, karbieniec pospolity, przytulia błotna oraz wiele gatunków turzyc. Licznie występują tu tojeść pospolita, knieć błotna, kuklik pospolity. Pnie rosnących tu drzew i krzewów oplatają psianka słodkogórz i chmiel zwyczajny.
Osobliwością przyrodniczą rezerwatu jest stanowisko widłaka wrońca – chronionej rośliny górskiej, rzadko występującej na nizinach.
Stwierdzono tu występowanie pięciu gatunków płazów (żaba trawna, żaba moczarowa, traszka zwyczajna, ropucha szara, rzekotka). Z ptaków lęgowych występują m.in. drozdy, świstunki, dzięcioły, sikory czy muchołówki. Spośród ssaków można tu spotkać takie gatunki jak: nornica ruda, łasica, mysz leśna, sarna, dzik, bóbr.
Dwuczłonowa nazwa rezerwatu pochodzi od wydobywanej tu niegdyś rudy darniowej (w pobliżu znajduje się też wieś Ruda) oraz od „chlibotania” wody w uginającym się, podmokłym podłożu.
Według obowiązującego planu ochrony ustanowionego w 2018 roku, obszar rezerwatu objęty jest ochroną czynną.